# Избирательная акция поляков Литвы — Союз христианских семей
Избира́тельная а́кция поля́ков Литвы́ — Союз христианских семей (лит. Lietuvos lenkų rinkimų akcija – Krikščioniškų šeimų sąjunga, пол. Akcja Wyborcza Polaków na Litwie – Związek Chrześcijańskich Rodzin, AWPL) — политическая партия Литвы, представляющая поляков, проживающих в этой стране, особенно в Виленском крае. Основана в 1994 году, лидер — Вальдемар Томашевский. До 2016 года название — Избирательная акция поляков Литвы.
В 2000 году на выборах сейма ИАПЛ набрала 1,95 % голосов и 2 места по одномандатным округам. На местных выборах 2002 года получила 50 мандатов.
В 2004 году на выборах Европарламента участвовала в совместном списке с Союзом русских Литвы, набрав 5,71 % и не получив ни одного места. На выборах Сейма в 2004 году набрала 3,79 % голосов (в составе списка были также представители СРЛ), два мандата по одномандатным округам.
На местных выборах 2007 года получила по Литве 53 мандата. В 2008 году на выборах Сейма (включив в список представителей Русского альянса) получила 4,79 % голосов и три мандата по одномандатным округам.
На выборах в Европарламент 7 июня 2009 года за список Избирательной акции поляков Литвы (в котором вновь был представлен «Русский альянс») проголосовало 8,22 % избирателей, что обеспечило этому списку одно место.
В 2011 г. совместно с Русским альянсом получила на местных выборах 11 мандатов из 51 в Вильнюсе, 22 из 25 в Шальчининкском районе, 19 из 27 в Вильнюсском районе, 5 из 25 в Тракайском. В целом по стране блок ИАПЛ и РА получил 61 место, а выступавшая в ряде самоуправлений отдельно ИАПЛ — 4.

## Список депутатов Сейма от партии

### Парламентские выборы 1996 года
По одномандатным округам: Габриель Ян Минцевич. На довыборах 1997 года в Сейм прошёл также и Ян Сенкевич

### Парламентские выборы 2000 года
По одномандатным округам: Вальдемар Томашевский и Габриель Ян Минцевич.

### Парламентские выборы 2004 года
По одномандатным округам: Вальдемар Томашевский и Леокадия Почиковская.

### Парламентские выборы 2008 года
По одномандатным округам: Вальдемар Томашевский, Михал Мацкевич и Ярослав Наркевич.

### Парламентские выборы 2012 года
По партийному списку: Ванда Кравчёнок, Юзеф Квятковский, Збигнев Едзинский, Михал Мацкевич и Ирина Розова.
По одномандатным округам: Леонард Талмонт, Рита Тамашунене и Ярослав Наркевич.
Данные выборы стали переломными для партии, поскольку в союзе с Русским альянсом ИАПЛ впервые в истории Литвы в 2012 году, преодолел 5%-ый барьер (5,83 %), вошел в сейм и создал парламентскую фракцию.

### Парламентские выборы 2016 года
На выборах 2016 года русско-польская партия, по утверждению ИА REGNUM — вопреки прогнозам, вновь сумела преодолеть 5%-ый барьер при явке менее 50 %.
Руководитель: Вальдемар Томашевский. Партия получила восемь мандатов в парламент, набрала 5,49 % или 69,79 тысяч голосов по общенациональному округу и выиграла выборы в одномандатных округах 57. Medininkų, 56. Šalčininkų-Vilniaus и 55. Nemenčinės.
По партийному списку: Ванда Кравчёнок, Ярослав Наркевич, Збигнев Едзинский, Михал Мацкевич и Ирина Розова.
По одномандатным округам: Леонард Талмонт, Рита Тамашунене и Чеслав Ольшевский.

### Парламентские выборы 2020 года
По одномандатным округам: Рита Тамашунене, Чеслав Ольшевский и Беата Петкевич.

### Парламентские выборы 2024 года
По одномандатным округам: Рита Тамашунене, Чеслав Ольшевский и Ярослав Наркевич.